# Chromarcys magnifica
Chromarcys magnifica is een haft uit de familie Chromarcyidae. De wetenschappelijke naam van de soort is voor het eerst geldig gepubliceerd in 1932 door Navás.
De soort komt voor in het Oriëntaals gebied.